# História da Bélgica

A história da Bélgica remonta de antes da origem do moderno Estado com esse nome em 1830 e confunde-se com a de seus vizinhos: Países Baixos, Alemanha, França e Luxemburgo. Durante a maior parte de sua história, o que corresponde atualmente a Bélgica ou foi parte de um território maior, como o Império Carolíngio, ou foi dividido em vários estados menores proeminentes, entre os quais o Ducado de Brabante, o Condado da Flandres, o Principado-Bispado de Liège e Luxemburgo. Devido à sua localização estratégica e os muitos exércitos que lutaram em seu território, a Bélgica desde a Guerra dos Trinta Anos (1618-1648) é frequentemente chamada de "campo de batalha da Europa" ou a "cabine da Europa". É também notável como uma nação europeia, que contém, e está dividida por uma fronteira linguística entre o francês derivado do latim e o holandês germânico.

## Das origens à dominação espanhola

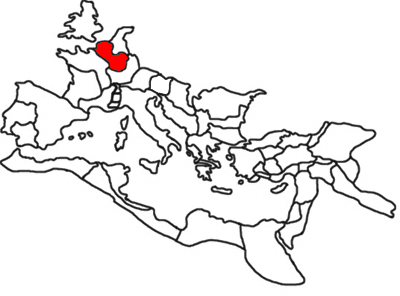
Gália Belga

No tempo de César, os belgas formavam na Gália do Norte uma confederação que os romanos submeteram definitivamente entre os anos 59 e 52 a.C., estendendo as fronteiras do Império Romano até as margens do Reno. O território recebeu o nome de Belgae, um dos povos da antiga Gália. A Gália Belga abrangia a atual Bélgica, o norte da França, Holanda e parte da Suíça, tendo importante papel estratégico e econômico na Roma imperial.
Devido a sua situação fronteiriça, a Bélgica foi cedo afetada pelas invasões bárbaras. No século V os francos ocuparam o norte do país, enquanto no sul os romanos continuaram predominando, dando origem aos atuais valões. Durante o período carolíngio a Bélgica foi repartida em condados. Os francos atingiram o maior poderio durante o reinado de Carlos Magno (768-814). No século IX, os tratados de Verdun (843), Meerssen e Ribemont dividiram o país em dois: a região a oeste do Escalda coube à Frância Ocidental (futura França); a outra à Frância Oriental (futura Lotaríngia, reanexada ao reino da Germânia em 925). Essa divisão, tendo o Escaut como fronteira, constitui a origem remota da atual divisão lingüística.
Encravados entre o reino francês e o Sacro Império, os territórios que hoje formam a Bélgica e os Países Baixos foram objeto de disputas constantes ao longo da Idade Média. Quando o feudalismo triunfou, constituíram-se os condados de Flandres e de Hainaut e o ducado de Brabante. Principalmente em Flandres, surgiram cidades mercantis livres. A história da Bélgica confunde-se, desde então, com a dos Países Baixos. No final desse período o país viveu um notável florescimento comercial (tecelagens flamengas) e também um desenvolvimento da vida urbana e das formas econômicas capitalistas que o transformaram em uma das regiões mais prósperas e povoadas da Europa. Filipe de Borgonha libertou o país da vassalagem ao rei da França no final do século XIV. No século XV tudo o que é hoje a Bélgica tornou-se parte do ducado de Borgonha.

## Domínio espanhol

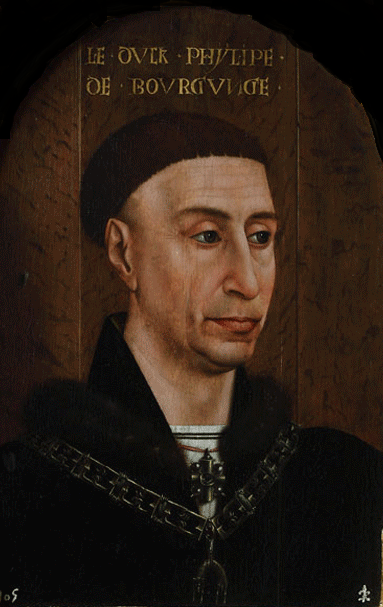
Filipe, o Bom

A atual Bélgica conheceu seu maior esplendor sob os duques de Borgonha (séculos XIV e XV) e especialmente sob Filipe, o Bom. Em 1477, o casamento de Maria de Borgonha com o arquiduque e futuro imperador alemão Maximiliano I fez passar os Países Baixos (que incluíam a Bélgica) ao império Habsburgo, que foi posteriormente absorvido pelo império espanhol, e passou, em 1713, para a Áustria. Carlos, o neto de Maximiliano e filho de Filipe, o Belo e de Joana, a Louca, filha dos Reis Católicos, herdou os Países Baixos em 1506 e subiu ao trono da Espanha dez anos mais tarde com o título de Carlos I. Posteriormente, foi eleito imperador do Sacro Império Romano-Germânico com o nome de Carlos V. Em 1528, herdou os territórios do ducado. Em 1549, decretou que os Países Baixos se unissem formalmente a seus domínios espanhóis. Seu filho, Filipe II, tentou suprimir o protestantismo e estabelecer maior controle comercial nos Países Baixos. A intolerância de Filipe II e os excessos do duque de Alba tiveram como consequência a revolta das sete províncias do norte, que viriam a formar os Países Baixos, lideradas por uma burguesia em sua maior parte calvinista. Após longas e custosas lutas, as sete províncias do Norte conseguiram, finalmente, a independência, com o nome de Províncias Unidas (1579). As províncias do sul, tanto as de língua francesa quanto as flamengas, ficaram sob o poder da coroa espanhola, devido ao fato de serem majoritariamente católicas e por causa da importância política que ainda tinha a nobreza. Filipe II tentou reconquistar o norte sem sucesso.

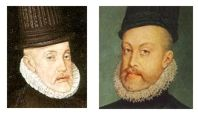
Filipe II, em quadro dos pintores Coello e Pantoja

A decadência econômica da Flandres espanhola foi paralela à da monarquia hispânica. A primazia comercial, que na Idade A.C. pertencera a Bruges, passou no século XVI para Antuérpia. Não obstante, a intolerância ideológica, as vicissitudes da guerra e a desacertada política econômica de Filipe II, fizeram de Amsterdã, capital das Províncias Unidas, o centro econômico da Europa.
Em 1609, Filipe III assinou uma trégua de 12 anos, mas perto do fim, explodiu a guerra dos Trinta Anos (1618-1648). Em 1635, forças da Holanda e da França uniram-se para dividir os Países Baixos espanhóis. Uma série de vitórias franco-holandesas forçaram o monarca espanhol a firmar uma paz separada com a Holanda em 1648. O sul (atuais Bélgica e Luxemburgo), permaneceu sob domínio espanhol. Luís XIV não quis abandonar suas pretensões para com os Países Baixos holandeses; o Tratado dos Pireneus de 1659 concedeu-lhe áreas fronteiriças e depois ele mesmo ocupou várias cidades.

## Domínio austríaco
Os Países Baixos espanhóis foram um fator importante no contexto do posterior conflito europeu, a guerra de Sucessão Espanhola. A Bélgica, teatro de numerosas guerras no tempo de Luís XIV, passou a ser governada pelo ramo austríaco da casa de Habsburgo pela paz de Utrecht (1713) e pelo congresso de Rastatt (1714), que confirmou o Tratado de Aquisgrão (1748). Excetuando a guerra de Sucessão Austríaca, em 1744, o período de dominação austríaco na Bélgica foi pacífico. A nova organização que o Imperador José II quis aplicar à Bélgica (terminar com a autonomia provincial nos Países Baixos austríacos) foi mal aceita e provocou uma insurreição (1789) e a proclamação dos Estados Belgas Unidos (1790). Leopoldo II, restaurou o controle e revogou os direitos do seu antecessor.

## Período revolucionário

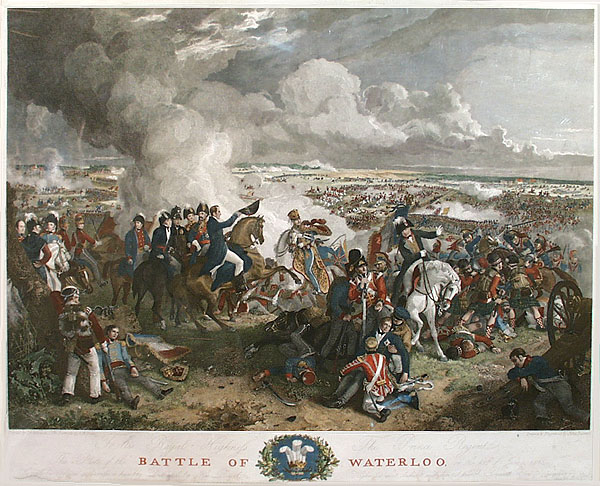
Batalha de Waterloo

Mapa mostrando a Bélgica e a Holanda entre 1815 e 1830

Com Francisco II, os austríacos, vencedores da revolução brabantina, viram quase imediatamente a Bélgica ser disputada pelo governo revolucionário da França (1792-1794). Em 1792, as tropas da república francesa revolucionária, em guerra com a Áustria, invadiram a Bélgica. Em março do ano seguinte os austríacos recuperaram o país, mas tiveram que abandoná-lo após nova ofensiva francesa. A Bélgica foi oficialmente anexada à França em 1795. A França fez desaparecer os traços do Antigo Regime, unificou administrativamente o país e deu impulso à sua economia. O regime instaurado pelos franceses não agradou, mas a Bélgica se expandiu com a conquista de Liège. As derrotas de Napoleão permitiram que, em 1814, o país fosse ocupado pelos exércitos aliados que enfrentavam Bonaparte e conseguisse sua autonomia, pela primeira paz de Paris, a 30 de maio de 1814. No ano seguinte teve lugar a campanha da Bélgica, na qual Napoleão derrotou em Ligny as tropas prussianas; em junho de 1815, ocorreu em solo belga a última das Guerras Napoleônicas, a decisiva batalha de Waterloo, onde Napoleão foi derrotado definitivamente pelos exércitos aliados.
Pelos acordos de paz do congresso de Viena (1814-1815), a Bélgica foi reunida à Holanda no novo Reino dos Países Baixos, onde foi nomeado rei o holandês Guilherme I, da Casa de Orange; esta união artificial provocou uma oposição religiosa, cultural e linguística da parte dos belgas. Os católicos belgas não queriam um soberano protestante e exigiam uma autonomia maior.

## Criação do Reino da Bélgica

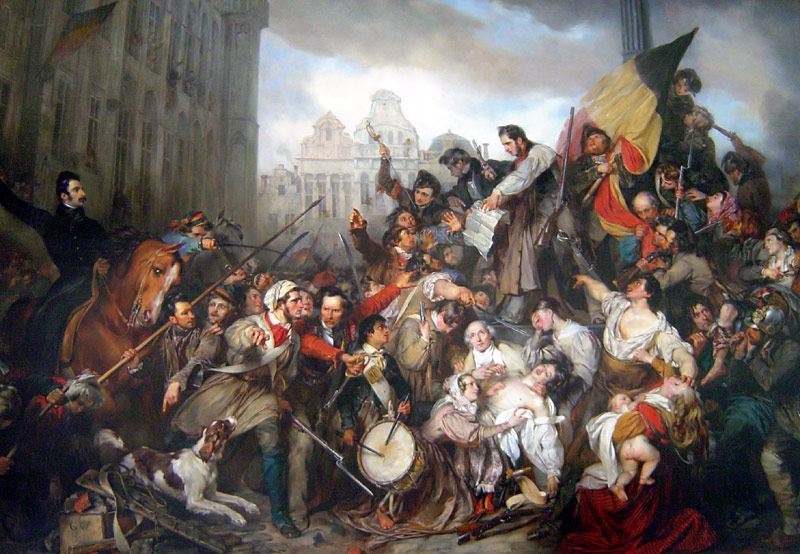
Episódio da revolução de 1830 na Bélgica

A dominação neerlandesa - tentativa de impor o neerlandês como língua oficial e a orientação protestante no ensino - provocou uma insurreição em Bruxelas em 1830. A revolução de 1830 levou à independência da Bélgica, que foi proclamada e aceita na conferência de Londres em 1831, onde as grandes potências, lideradas pelo Reino Unido e pela França, promoveram a neutralidade perpétua do país.
Os belgas se constituíram em monarquia constitucional (1831) e redigiram uma constituição com um poder legislativo bicameral, sendo eleito o príncipe Leopoldo de Saxe-Coburgo-Gota (1831-1865) o primeiro rei com o título de Leopoldo I. A constituição de 1831 definiu a Bélgica como uma monarquia unitária, em que o rei compartilhava o poder com as duas câmaras legislativas. O poder executivo cabe ao rei, que o exerce por intermédio de ministros e o poder legislativo, coletivamente ao rei, à Câmara de Representantes e ao Senado.

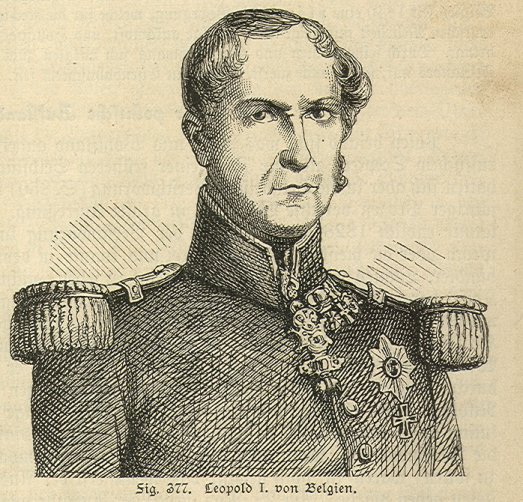
Leopoldo I de Saxe-Coburgo-Gota

Os Países Baixos só reconheceriam a independência belga em 1839, após uma malsucedida invasão neerlandesa, com a assinatura do tratado de Londres, pelo qual a Bélgica incorporou a seu território parte de Luxemburgo. Esse tratado internacional, que garantiu a neutralidade belga, foi reconhecido em 1870, mas não em 1914, quando a invasão alemã precipitou a entrada da Grã-Bretanha na Primeira Guerra Mundial. A vida política foi dominada até 1914 pela luta entre católicos e liberais.

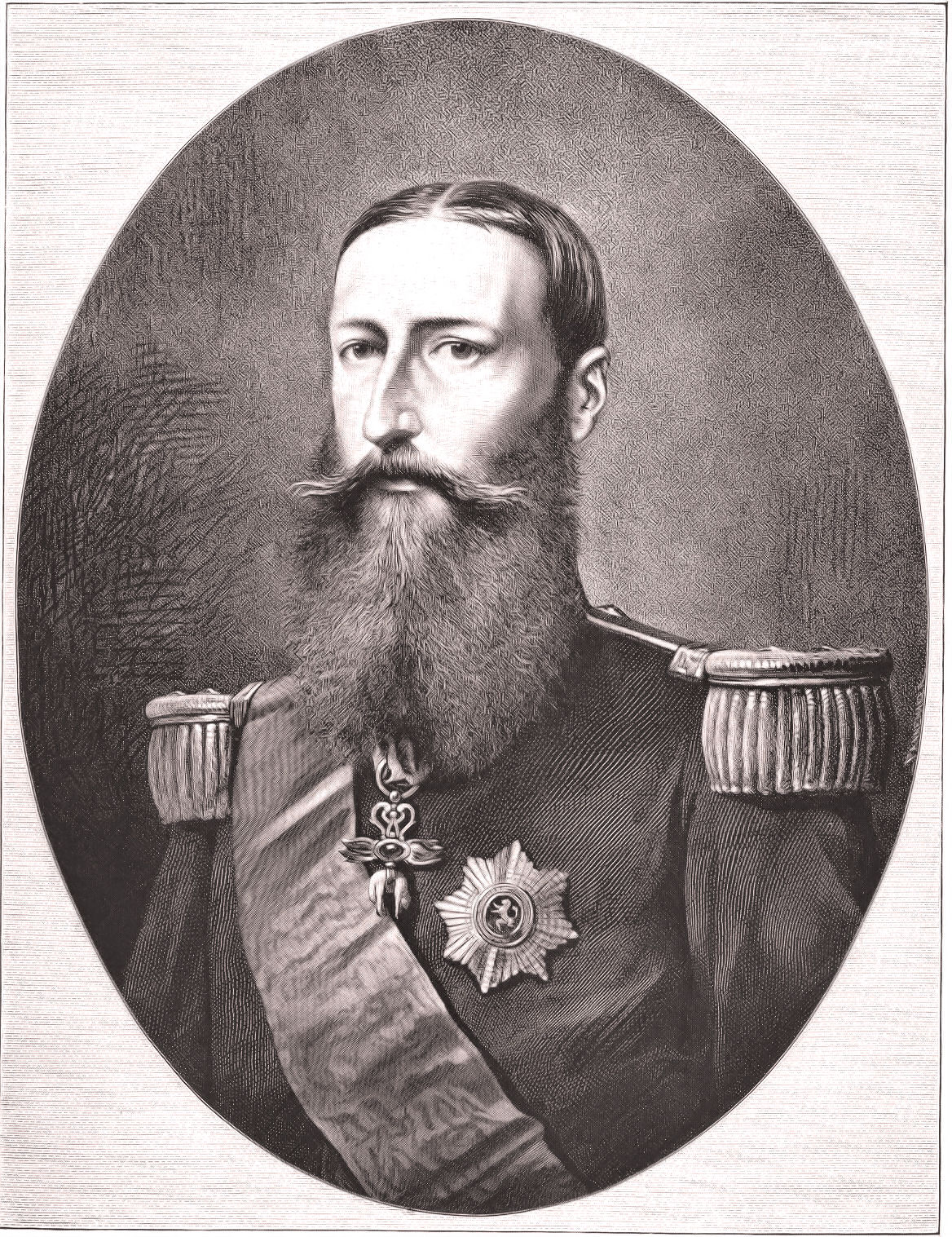
Leopoldo II. Em seu reinado, houve desenvolvimento industrial e expansão em direção à África

Durante os reinados de Leopoldo I e Leopoldo II, foi considerável o desenvolvimento econômico da Bélgica, apoiado na tradicional indústria têxtil e na recente indústria siderúrgica, alimentada pelo carvão da Valônia. O pequeno reino assumiu a dianteira entre as nações industrializadas da época e seu poder econômico espraiou-se muito além de suas fronteiras. Os partidos católico e liberal disputaram o poder durante decênios
No reinado de Leopoldo II (1865-1909), a Bélgica enfrentou inúmeros conflitos internos por diferenças educacionais, por problemas sociais decorrentes da rápida industrialização e da falta de um idioma comum. Entre 1865 e 1909, o país foi atingido pela rivalidade entre a França e a Alemanha, mas manteve-se neutro durante a Guerra Franco-Prussiana, entre 1870 e 1871.
O reinado de Alberto I (1908-1934) ficou caracterizado pela agitação social que resultou numa greve geral em 1913.

## Expansão colonial

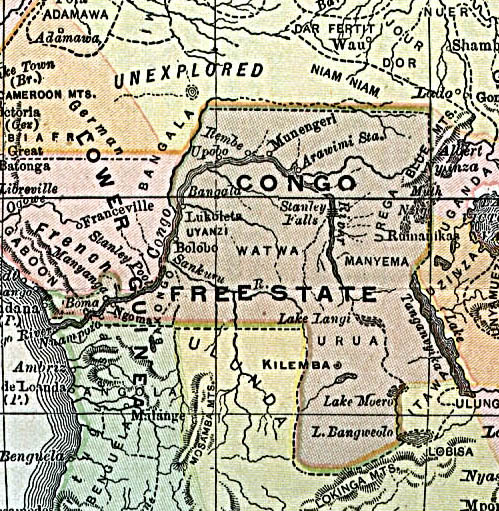
Estado Livre do Congo

O desenvolvimento capitalista da Bélgica exigia, no contexto internacional do século XIX, a conquista de territórios coloniais para a obtenção de matérias-primas a baixo custo. Leopoldo II financiou uma expedição ao rio Congo. Liderou a Associação Internacional do Congo (1876), seguindo-se a exploração do rio Congo por Henry Morton Stanley. A divisão da África entre as potências europeias, consagrada na Conferência de Berlim (1884), outorgou ao monarca belga, como patrimônio pessoal, um extenso território, o Estado Livre do Congo, explorado pela Associação Internacional do Congo desde 1876. Como o Congo estava aberto para o comércio, atrocidades estarrecedoras foram cometidas contra os africanos. Em 1908, ante o protesto da opinião pública mundial pela brutal exploração empreendida pela administração congolesa a serviço de Leopoldo II, o controle pessoal do monarca sob o Estado Livre do Congo foi cedido ao Parlamento Belga, tornando-o colônia belga.

## A luta partidária
Os partidos católico e liberal disputaram o poder durante décadas; uma das principais fontes de litígio foi a do ensino, que acarretou até o rompimento de relações com o Vaticano, quando, em 1880, os liberais impuseram seus princípios laicos. O maior reduto do partido Liberal era a Valônia, mais industrializada, enquanto os católicos, que governaram de 1884 até 1914, tinham apoio eleitoral nas regiões flamengas. Em face do domínio econômico e cultural valão, ganhou corpo na parte católica movimentos legislativos de apoio à paridade lingüística e outras reivindicações flamengas.
A partir de 1885, surgiu, na arena política, o Partido Operário Belga, como consequência da aliança entre socialistas e sindicalistas e da ação de um poderoso movimento cooperativo. Em 1893, se instituiu o sufrágio universal, mas a legislação estabelecia o voto plural (alguns eleitores podiam votar mais de uma vez), o que beneficiava as classes abastadas. Este voto plural só foi suprimido depois da Primeira Guerra Mundial.

## Primeira Guerra Mundial

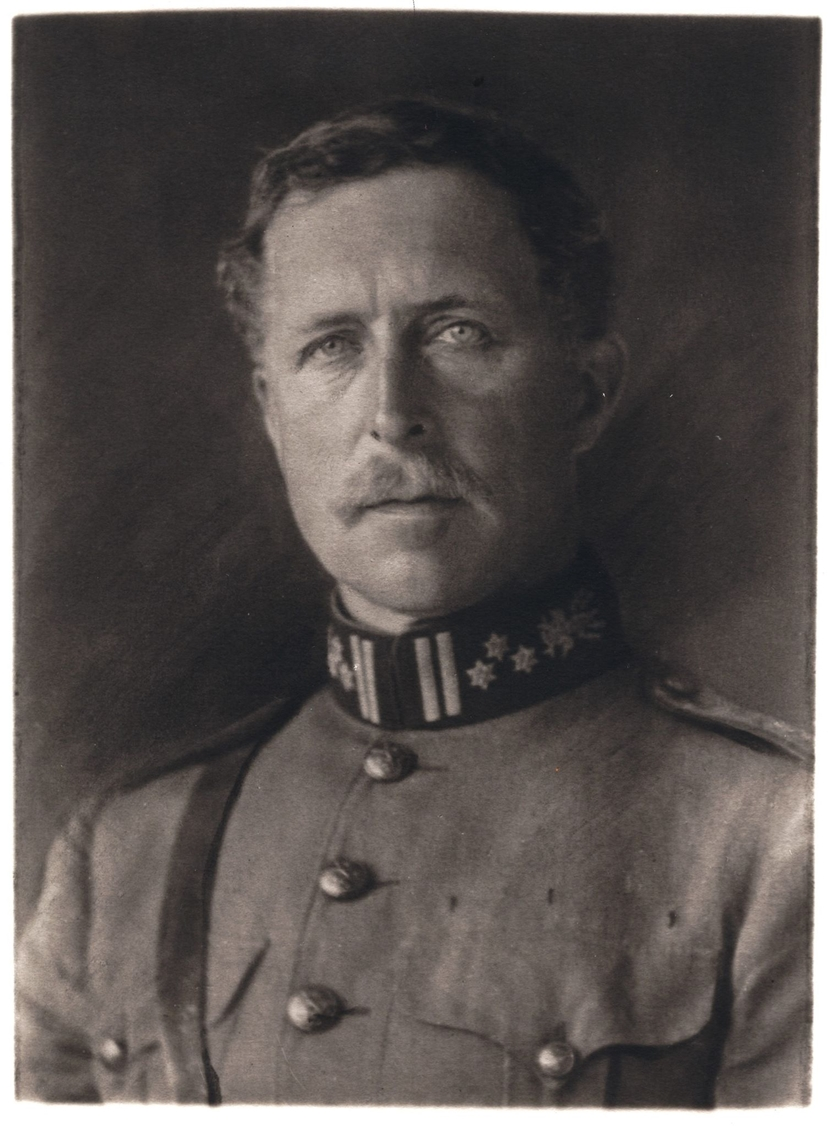
Alberto I

Iniciado o conflito europeu em 1914, a Bélgica proclamou sua neutralidade, conservada desde sua fundação como país independente, em 1831. Entretanto, tropas alemãs, ignorando sua neutralidade, invadiram o país em 2 de agosto, como manobra para surpreender o exército francês. No dia seguinte, o Reino Unido, através de um ultimato, exigiu a saída dos alemães e o respeito à neutralidade belga, determinando a entrada dos britânicos na guerra. Surpreso, o exército belga tentou resistir aos alemães mas estes ocuparam Liège, Namur e Bruxelas, apesar da heroica resistência de seu rei, Alberto I, que liderou o exército belga na frente ocidental. O rei formou um gabinete de guerra com representantes dos principais partidos e transferiu a sede do governo para Antuérpia e, posteriormente, para o Havre. Somente uma pequena porção do território belga se livrou da ocupação alemã. Com o objetivo de conter a resistência nacional, os alemães impuseram uma separação formal entre as regiões flamenga e valã.
A Bélgica, cuja neutralidade, garantida pelos tratados de 1839, tinha sido violada, permaneceu quase em sua totalidade sob o domínio inimigo até novembro de 1918. Cerca de 1 000 000 de belgas fugiram do país e mais de 80 000 morreram. A ofensiva dos aliados de setembro de 1918 libertou a costa do país. Pelo Tratado de Versalhes de 1919, a Bélgica incorporou 989,3 quilômetros quadrados de território e 64 500 habitantes.

## Períodoentre-guerras
No fim da Primeira Guerra Mundial, a Bélgica obteve, por um plebiscito que lhe foi favorável, a anexação de pequenos territórios alemães. Na África, a Liga das Nações lhe concedeu mandato sobre as colônias alemãs de Ruanda-Urundi, tomadas por tropas belgas durante o conflito.
Apesar dos enormes prejuízos causados pela guerra, a Bélgica alcançou uma notável recuperação. O voto para os homens foi introduzido no país. Pelo Tratado de Versalhes, o estatuto da neutralidade fora abandonado e, em 1920, foi assinada uma aliança militar com a França. Dez anos mais tarde, o parlamento belga transformou o país em duas regiões linguísticas com administrações diferentes.
O rei Alberto I foi sucedido por Leopoldo III (1934-1951). Diante do delicado panorama político europeu, a Bélgica voltou à neutralidade em 1936 e, em 1937, conseguiu que a Alemanha, a França e o Reino Unido se comprometessem a garantir sua integridade territorial.

## Segunda Guerra Mundial
A "guerra-relâmpago" empreendida pela Alemanha na frente ocidental da Segunda Guerra Mundial fez com que, em maio de 1940, a Bélgica fosse atacada uma segunda vez pelos alemães e ocupada até 1944. Após alguns dias de resistência, com a ajuda das tropas francesas e britânicas, as tropas aliadas foram derrotadas devido à superioridade das forças invasoras. Em 28 de maio o rei Leopoldo III capitulou e se entregou prisioneiro aos alemães. O gabinete belga, exilado em Paris, se negou a reconhecer a derrota, destituindo o rei dos seus direitos de governo. Após a queda da França, o governo belga que estava no exílio transferiu-se para Londres. O "governo no exílio" em Londres continuou a guerra, organizando um forte movimento de resistência à ocupação alemã, que durou até o outono de 1944, quando as tropas aliadas chegaram à fronteira holandesa. Os alemães tentaram ainda, em dezembro daquele ano, uma grande contraofensiva nas Ardenas, com o objetivo de ocupar novamente Antuérpia, que se convertera em base aliada. O ataque foi contido em janeiro de 1945, livrando definitivamente o território belga da guerra, embora algumas cidades ainda fossem bombardeadas por foguetes V-2 alemães.

## O pós-guerra

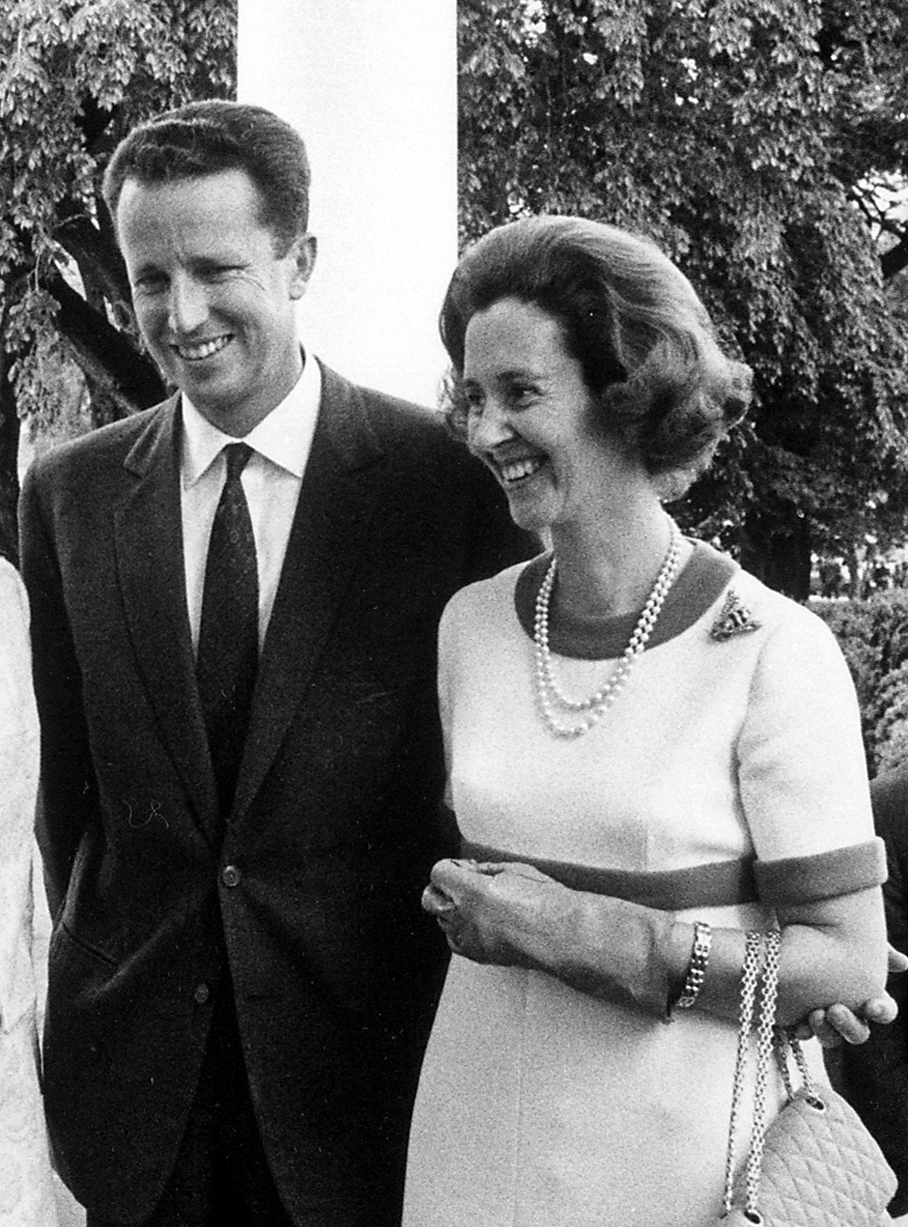
Balduíno I e sua esposa

Com a libertação da Bélgica, por se achar preso Leopoldo III, o príncipe Carlos, seu irmão, assumiu a regência como presidente. A Bélgica ficou politicamente desorganizada por causa do enfrentamento entre o partido Social Cristão (católicos) e a coligação de liberais, socialistas e comunistas, e a questão do regresso do rei Leopoldo. Em 1945, o Parlamento concordou em deixar Leopoldo, desprestigiado pela capitulação aos alemães, fora do poder. A Bélgica voltou a recuperar sua anterior posição entre as grandes nações mercantis do mundo. No plano internacional, aderiu à ONU (1945), ao Benelux (1948), à OTAN (1949) e à Comunidade Econômica Europeia (1958).
Em 1950, foi convocado um plebiscito sobre o retorno do rei Leopoldo. Após obter a resposta afirmativa de 57,6% dos votantes, vários conflitos ocorreram, organizados pela oposição. O rei delegou, então, seus poderes ao príncipe herdeiro Balduíno (1930-1993) e, em 1951, abdicou em seu favor.  Começou então uma época de grande desenvolvimento econômico no país e em toda a Europa.
Dominada politicamente pela luta ou pela colaboração entre os socialistas (PSB) e o partido social-cristão (PSC), a Bélgica, depois da guerra, foi perturbada por três problemas que se esforçou por resolver: escolar, colonial (independência do Zaire, 1960) e linguístico (oposição entre a população nortista de língua flamenga com os valões de língua francesa, do sul).
A questão do ensino, que desde o século XIX opunha a Igreja aos liberais e socialistas, resolveu-se com o pacto escolar, em 1958.
A independência da colônia do Congo Belga (ex-Zaire, atual República Democrática do Congo) foi concedida em junho de 1960, mas foi imediatamente seguida de violência e banhos de sangue (Crise do Congo). Em 1962, os administradores belgas da ONU, encarregados do território de Ruanda-Burundi, conseguiram a independência de Ruanda e Burundi. A independência das colônias representaram para a Bélgica um sério golpe, embora o país logo se recuperasse.
Em 1964 ocorreu uma greve de médicos para forçar ao governo que houvesse a instauração de um sistema de saúde público (Ley Leburton). Essa greve durou de 1 a 18 de abril. O líder dos grevistas foi o médico André Wynen. O protesto teve repercussão internacional, pois durante a greve se produziu várias mortes atribuíveis à falta de assistência médica.

Após a Segunda Guerra Mundial, o principal empreendimento da Bélgica foi a união dos valões e flamengos. A rivalidade entre valões e flamengos gerou frequentes distúrbios durante a década de 1960, provocando a queda de vários governos nos anos seguintes. Em 1977, por meio de reformas na constituição, o Pacto de Egmont, introduzido pelo primeiro-ministro Leo Tindemans, reconheceu três regiões semi-autônomas (comunidades culturais), com base em suas línguas: Flandres ao norte, Valônia (Wallonia) ao sul, e Bruxelas. Em 1980, garantiram autonomia parcial a Flandres e Valônia.
Wilfried Martens, à frente do governo entre 1979 e 1992, iniciou um processo de descentralização, transferindo poderes para as regiões e comunidades. Em 1989, houve a adoção definitiva do Estatuto de Bruxelas. O crescente nacionalismo flamengo resultou no fracasso da proposta de reforma constitucional em 1991. Jean-Luc Dehaene tornou-se primeiro-ministro em 1992. Em 1993, a revisão constitucional transformou a Bélgica unitária numa federação com poderes descentralizados, ficando o governo central responsável apenas pela defesa, segurança social, política monetária e relações exteriores.
Em 1993, com a morte do rei Balduíno I (que não deixou descendentes), seu irmão Alberto subiu ao trono com o título de Alberto II. Em 1999, Guy Verhofstadt tornou-se primeiro-ministro, tendo, em 2003, sido reconduzido às suas funções.
A Bélgica foi membro constituinte, em 1952, da Comunidade Europeia do Carvão e do Aço e contribuiu para a fundação, em 1957, da Comunidade Econômica Europeia - C.E.E. (hoje União Europeia). Ratificou o Tratado de Maastricht sobre a União Europeia em 1992.